# Ole Hesselbjerg
Ole Hesselbjerg (født 23. april 1990) er en dansk langdistanceløber og forhindringsløber.
Ole Hesselbjerg blev udtaget til OL 2016 i 3000 meter forhindringsløb.

## Personlige rekorder
| Konkurrence            | Resultat | Sted              | Dato             |
| ---------------------- | -------- | ----------------- | ---------------- |
| 800 meter              | 1:52.42  | Østerbro, Danmark | 21. august 2012  |
| 1500 meter             | 3:48.19  | Watford, England  | 30. juni 2013    |
| 3000 meter             | 8:14.46  | Viborg, England   | 14. august 2018  |
| 3000 meter forhindring | 8:27.86  | Turku, Finland    | 8. juni 2021     |
| 5000 meter             | 13:52.42 | Wien, Østrig      | 11. juli 2021    |
| 5 kilometer            | 13:51    | Monaco, Monaco    | 14. februar 2021 |

Kilde: Statletik